# Summit Entertainment
Summit Entertainment (произносится [са́ммит интэртэ́йнмент]) — американская киностудия, расположенная в Санта-Монике, Калифорния, с имеющимися офисами в Лондоне, Великобритания.
В январе 2012 года стало известно о приобретении Summit Entertainment компанией Lionsgate за $ 412 500 000, а также принятии на себя её долгов в сумме $500 000 000. В ноябре 2011 года стало известно о том, что Централ партнершип на шестилетний срок стал эксклюзивным дистрибьютором фильмов «Summit Entertainment».

## Примечательные фильмы

### Производствои/илидистрибуция

#### 2019
- Джон Уик 3 (англ. John Wick 3)
- Снегоуборщик (англ. Cold Pursuit)

#### 2017
- Хижина (англ. The Shack)
- Рок Дог (англ. Rock Dog)
- Джон Уик 2 (англ. John Wick 2)

#### 2016
- Боги Египта (англ. Gods of Egypt)
- Глубоководный горизонт (англ. Deepwater Horizon)
- Дивергент, глава 3: За стеной (англ. The Divergent Series: Allegiant)
- Иллюзия обмана 2 (англ. Now You See Me 2)
- Ла-Ла Ленд (англ. La La Land)
- По соображениям совести (англ. Hacksaw Ridge)
- Механик:Воскрешение (англ.Mechanic: Resurrection)

#### 2015
- Дивергент, глава 2: Инсургент (англ. The Divergent Series: Insurgent)
- Последний охотник на ведьм (англ. The Last Witch Hunter)

#### 2014
- Дивергент (англ. Divergent)
- Шаг вперёд: Всё или ничего (англ. Step Up: All In)
- Джон Уик (англ.John Wick)

#### 2013
- Иллюзия обмана (англ. Now You See Me)
- Гостья (англ. The Host)
- Тепло наших тел (англ. Warm Bodies)
- РЭД 2 (англ. Red 2)
- План побега (англ. Escape Plan)
- Стукач (англ. Snitch)
- Игра Эндера (англ. Ender's Game)

#### 2012
- Сумерки. Сага: Рассвет — Часть 2 (англ. The Twilight Saga:Breaking Dawn - Part 2)
- Шаг вперёд 4 (англ. Step Up Revolution)
- Хорошо быть тихоней (англ. The Perks of Being a Wallflower)
- Алекс Кросс (англ. Alex Cross)
- Средь бела дня (англ. The Cold Light of Day)
- Игра на выживание (англ. Gone)
- На грани (англ. Man on a Ledge)

#### 2011
- Сумерки. Сага: Рассвет — Часть 1 (англ. The Twilight Saga: Breaking Dawn - Part 1)
- Фантом (англ. The Darkest Hour)
- Мушкетёры (англ. The Three Musketeers)

#### 2010
- «Красная Шапка против зла» (англ. Hoodwinked 2: Hood vs. Evil)
- «РЭД» (англ. Red)
- «Сумерки. Сага. Затмение» (англ. The Twilight Saga: Eclipse)
- «Помни меня» (англ. Remember Me)
- «Письма к Джульетте»
- «Шаг вперёд 3D» (англ. Step Up 3D)
- «Призрак» (англ. The Ghost Writer)

#### 2009
- «Астробой (мультфильм)» (англ. Astro Boy)
- «Братья Блум» (англ. The Brothers Bloom)
- «Бэндслэм»(англ. Bandslam, предыдущий Rock On) (в сопродюсерстве с Walden Media)
- «Повелитель бури» (англ. The Hurt Locker)
- «Сумерки. Сага. Новолуние» (англ. New Moon)
- «Доставка завтра авиапочтой» (англ. Next Day Air)
- «Пятое измерение» (англ. Push)
- «Битва у Красной скалы» (англ. Red Cliff) (часть 2) (совместно с Showbox, Mei Ah Entertainment, MediaCorp Raintree Pictures, Avex Entertainment and Sahamongkol Film International)
- «Крик в общаге» (англ. Sorority Row)
- «Теккен»(англ. Tekken) (совместно с The Weinstein Company)

#### 2008
- «Мухнём на Луну» (англ. Fly Me to the Moon)
- англ. Trailer Park of Terror
- «Беззаботная» (англ. Happy-Go-Lucky)
- «Красавица и уродина» (англ. The Hottie and the Nottie) (совместно с Regent Releasing)
- «Никогда не сдавайся» (англ. Never Back Down)
- «Остров Ним» (англ. Nim's Island)
- «Пенелопа» (англ. Penelope)
- «Битва у Красной скалы» (англ. Red Cliff) (часть 1)
- «Сексдрайв» (англ. Sex Drive)
- «Шаг вперёд 2: Улицы» (англ. Step Up 2: The Streets)
- «Сумерки» (англ. Twilight)

#### 2007
- «Парковка» (англ. P2)

#### 2006
- «Шаг вперёд» (англ. Step Up)

#### 2005
- Dot the i

#### 2000
- «Помни» (англ. Memento)

#### 1998
- «Страх и ненависть в Лас-Вегасе» (англ. Fear and Loathing in Las Vegas)
- «Карты, деньги, два ствола» (англ. Lock, Stock and Two Smoking Barrels)

### Сопроизводство

#### 2009
«Знамение»

#### 2008
- «Список контактов» (англ. Deception)
- «Город Эмбер: Побег» (англ. City of Ember)
- «Снежный человек» (англ. Strange Wilderness)

#### 2007
- «В долине Эла» (англ. In the Valley of Elah)
- «Майкл Клейтон» (англ. Michael Clayton)
- «P.S. Я люблю тебя» (англ. P.S. I Love You)
- «Обитель зла 3» (англ. Resident Evil: Extinction)

#### 2006
- «Вавилон» (англ. Babel)
- «Мисс Поттер» (англ. Miss Potter)
- «Однажды» (англ. Once)

#### 2005
- «Больше, чем любовь» (англ. A Lot Like Love)
- «Мистер и миссис Смит» (англ. Mr. & Mrs. Smith)
- «Оливер Твист» (англ. Oliver Twist)
- «Бешеные скачки» (англ. Racing Stripes)
- «Сахара» (англ. Sahara)
- «Братья Гримм» (англ. The Brothers Grimm)
- «Синоптик» (англ. The Weather Man)

#### 2003
- «Поворот не туда» (англ. Wrong Turn)

### Direct-to-video
- Trailer Park of Terror
- «Однажды в Токио» (англ. Tokyo Godfathers (2004))

## Исполнительная команда
- Роб Фридман — (англ. Rob Friedman)
- Патрик Ваксбергер — (англ. Patrick Wachsberger)
- Боб Хайвард — (англ. Bob Hayward)
- Дэвид Гаррэтт —(англ. David Garrett)
- Эрик Фэйг — (англ. Erik Feig)
- Нэнси Киркпатрик — (англ. Nancy Kirkpatrick)
- Рональд Е. Хоаузер — (англ. Ronald E. Hohauser)
- Ричард Фэй — (англ. Richard Fay)
- Алекс Фраген — (англ. Alex Fragen)